# Miroslav Raška
Miroslav Raška (* 13. května 1958) je bývalý český politik, v 90. letech 20. století poslanec České národní rady a Poslanecké sněmovny za KSČ, respektive KSČM, pak za Demokratickou stranu práce na kandidátce Liberálně sociální unie, později člen klubu Českomoravské unie středu, Liberální strany národně sociální a Občanského národního hnutí.

## Biografie
V únoru 1990 byl zvolen předsedou koordinačního centra Svazu mladých (do té doby Socialistický svaz mládeže) v České socialistické republice. Ve volbách v roce 1990 byl zvolen do České národní rady za KSČ, respektive za její českou část KSČM (volební obvod Severomoravský kraj). V průběhu volebního období ale přešel do reformistické levicové frakce Demokratická strana práce. Ta se před volbami v roce 1992 rozhodla, že své kandidáty umístí na kandidátní listiny jiných stran.
Ve volbách v roce 1992 tak byl Raška zvolen do České národní rady za koalici Liberálně sociální unie (volební obvod Západočeský kraj). Zasedal ve výboru pro sociální politiku a zdravotnictví. Od vzniku samostatné České republiky v lednu 1993 byla ČNR transformována na Poslaneckou sněmovnu Parlamentu České republiky. Zde setrval do sněmovních voleb v roce 1996. V únoru 1995 přešel do poslaneckého klubu Českomoravské unie středu, pak od září 1995 zasedal v klubu Liberální strany národně sociální. V únoru 1996 opět změnil příslušnost a stal se členem sněmovní frakce Občanského národního hnutí.